# كونستانتين ساندو
كونستانتين ساندو (بالرومانية: Constantin Sandu)‏ هو لاعب كرة قدم مولدوفي في مركز الوسط، ولد في 15 سبتمبر 1993 في كيشيناو في مولدوفا. لعب مع سبيرانتا نيسبوريني ونادي بيتروكوب هينسشتي لكرة القدم ونادي ساكسان.

## وصلات خارجية
- كونستانتين ساندو على موقع الاتحاد الأوربي (الإنجليزية)
- كونستانتين ساندو على موقع قاعدة بيانات كرة القدم.إي يو (الإنجليزية)
- كونستانتين ساندو على موقع ناشيونال فوتبول تيمز (الإنجليزية)
- كونستانتين ساندو على موقع Soccerway.com (الإنجليزية)
- كونستانتين ساندو على موقع عالم كرة القدم.نت (الإنجليزية)